# 大塚ホールディングス

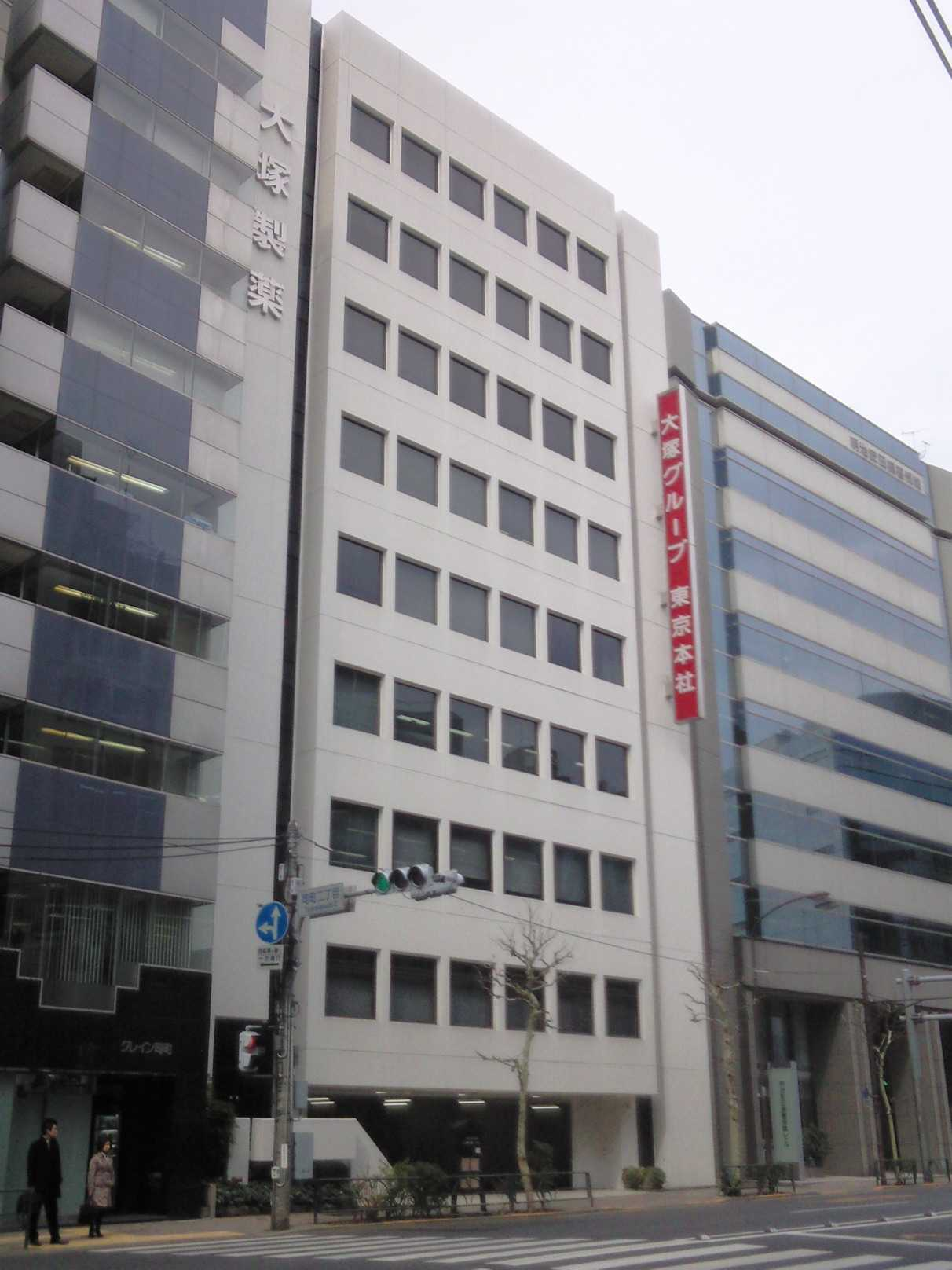
大塚ホールディングスの登記上本店が入居する大塚グループ東京ビル

大塚ホールディングス株式会社（おおつかホールディングス、英: Otsuka Holdings Co.,Ltd.）は、大塚製薬、大塚製薬工場、大鵬薬品工業をはじめとする「大塚グループ」の持株会社である。日経平均株価及びTOPIX Large70、JPX日経インデックス400の構成銘柄の一つ。

## 概説
徳島県で創業した大塚製薬工場が各事業会社を設立した後はグループ会社の株式の大部分を大塚製薬工場が所有していた。その後は各社が相互に株式を持ち合うような時期もあった。しかし、2008年になり、グループとしての経営を強化するため、主要なグループ各社を同社の傘下に収めることで、持株会社制をとるようになった。2010年12月15日に、東京証券取引所第一部に上場。
2012年時点での日本の医薬品企業（製薬メーカー）での売上高は4位、世界の医薬品企業での売上高は20位である。武田薬品工業（世界14位）・アステラス製薬（同18位）・第一三共（同19位）・エーザイ（同25位）と共に国内5大医薬品メーカーのひとつである。
グループ共通の理念は「Otsuka-people creating new products for better health worldwide」。コーポレートシンボルは2007年6月から導入されている大塚製薬のコーポレートシンボルを継承している。

## 沿革
- 1921年 - 徳島県鳴門市にて大塚製薬工場が創業された。
- 1950年 - 大阪市にて大塚化学を設立した。
- 1955年 - 中外貿易がシービーシー食品工業を設立した。
- 1963年 - 大鵬薬品工業を設立した。
- 1964年 - 大塚製薬を設立した。シービーシー食品工業が傘下に入り大塚食品工業に社名を変更した。
- 1989年 - 大塚食品工業が大塚食品に社名を変更した。
- 2008年
  - 7月8日 - 大塚製薬が株式移転を行い、新設親会社として大塚ホールディングス株式会社を設立した。
  - 10月1日 - 会社分割（簡易分割）により、大塚製薬の株式管理事業に関する権利業務の一部を継承した。これにより、大塚製薬工場が同社の子会社に、大塚倉庫が同社の完全子会社となる。
  - 10月31日 - 株式交換により、大塚製薬工場を完全子会社化した。
  - 11月1日 - 会社分割（簡易分割）により、大塚製薬工場、大塚倉庫の株式管理事業に関する権利業務の一部を継承した。これにより、大鵬薬品工業が同社の子会社となる。
- 2009年
  - 1月1日 - 株式交換により、大鵬薬品工業を完全子会社化した。
  - 3月 - まんがヘルシー文庫シリーズにて小学生が描いた健康に関する絵画作品募集を地球規模でのテストとして実施した。
  - 3月27日 - 第三者割当増資の引き受けにより、大塚化学ホールディングスを子会社化した。
  - 7月1日 - 株式交換により、大塚化学ホールディングスを完全子会社化した。同社は事業子会社だった大塚化学を吸収合併し、商号を大塚化学に変更した。
  - 8月1日 - 会社分割（簡易分割）により、大塚化学の株式管理事業に関する権利業務の一部を継承した。
- 2010年
  - 2月 - 小学生が描いた健康に関する絵画作品を掲載した続まんがヘルシー文庫第3集を発刊した。
  - 10月29日 - 東京都内で行われた臨時株主総会で、株式上場に必要な定款変更の議案が承認された。
  - 12月15日 - 東京証券取引所市場第一部に上場した。
- 2011年
  - 2月15日 - 同社の直接子会社として大塚メディカルデバイスを設立した。
  - 4月1日 - メディカルデバイス事業に係る関係会社株式等管理事業を簡易吸収分割により大塚メディカルデバイスへ承継[注釈 2]。これにより、グループ会社の株式会社JIMROが大塚メディカルデバイスの傘下となる。
- 2013年
  - 3月 - まんがヘルシー文庫シリーズにて小学生が描いた健康に関する絵画作品の募集を地球規模で本格的に開始した[注釈 3]。
- 2014年
  - 2月 - 小学生が描いた健康に関する絵画作品を掲載したOTSUKAまんがヘルシー文庫を発刊した。
  - 6月27日 - 2013年11月13日に発表されていた決算日（事業年度の末日）を海外の連結子会社に合わせて3月31日から12月31日に変更することが定時株主総会で承認される。なお、第7期は経過期間として、同年4月1日から同年12月31日までの9か月決算となる。
  - 12月2日 - 子会社の大塚製薬を通じてアバニア ファーマシューティカルズを約35億3900万ドルで買収した[6]。2015年1月13日に連結子会社化する。
- 2017年
  - 1月24日 - 日経平均株価に採用された。
- 2018年
  - 1月1日 - 同社が行っていた超音波腎デナベーション治療デバイスの医療機器事業を会社分割（簡易吸収分割）により、子会社の大塚メディカルデバイスへ承継した[7]。
  - 4月1日 - 孫会社の大塚食品を直接の子会社化した。
- 2019年7月1日 - 同社が行っていたシェアードサービス事業を会社分割（簡易吸収分割）により、子会社の大塚ビジネスサポートへ承継した[8]。

## 主な国内グループ会社
太字は主要事業会社、特記無き限り、全て株式会社である。
- 大塚製薬工場（完全子会社）
  - イーエヌ大塚製薬
  - ジェイ・オー・ファーマ
  - 大塚テクノ
  - リリアム大塚
  - 大塚デジタルヘルス（大塚製薬と日本アイ・ビー・エムとの合弁会社）
- 大塚製薬（完全子会社）
  - 大塚電子
  - 日本理化学工業
  - 大塚オーミ陶業
- 大鵬薬品工業（完全子会社）
  - 岡山大鵬薬品
  - 大鵬イノベーションズ合同会社
- 大塚倉庫（完全子会社）
  - 大輪総合運輸
  - ハイエスサービス
  - 大塚包装工業
- 大塚化学（完全子会社）
  - 大塚ターフテック
  - ILS
  - 東山フイルム ※2014年11月、買収に伴って大塚化学の子会社となり大塚グループ入り
  - エムジーシー大塚ケミカル（大塚化学と三菱ガス化学との合弁会社）
- 大塚食品（完全子会社）
  - 大塚リッジ
  - 大塚チルド食品
- 大塚メディカルデバイス（完全子会社）
  - JIMRO
  - KiSCO ※2011年10月、買収に伴って大塚メディカルデバイスの子会社となり大塚グループ入り
  - リリアム大塚
  - Biomedical Solutions
- 大塚ビジネスサポート
- 大塚ウエルネスベンディング（大塚製薬と大塚食品との合弁会社）
- 一般財団法人大塚美術財団（大塚国際美術館）

持分法適用会社
- アース製薬（大塚製薬と大塚製薬工場が株式を保有）
  - アース環境サービス
- ネオス（大塚ウエルネスベンディングが株式を保有）
- リボミック
- ニチバン（大鵬薬品工業が株式を保有）

大塚HDの大株主である大塚エステート（本店：大塚化学本社内）、大塚アセット（本店：徳島県鳴門市）は大塚家の資産管理会社のためグループ会社には含まれない。
また、アース製薬は完全子会社としてバスクリンや白元アースを傘下に持っているが、これら2社については同社のグループ会社としてはカウントされていない（この2社は“持分法適用会社であるアース製薬の連結子会社”のため大塚ホールディングスの連結対象からは外れる）。

## 社屋

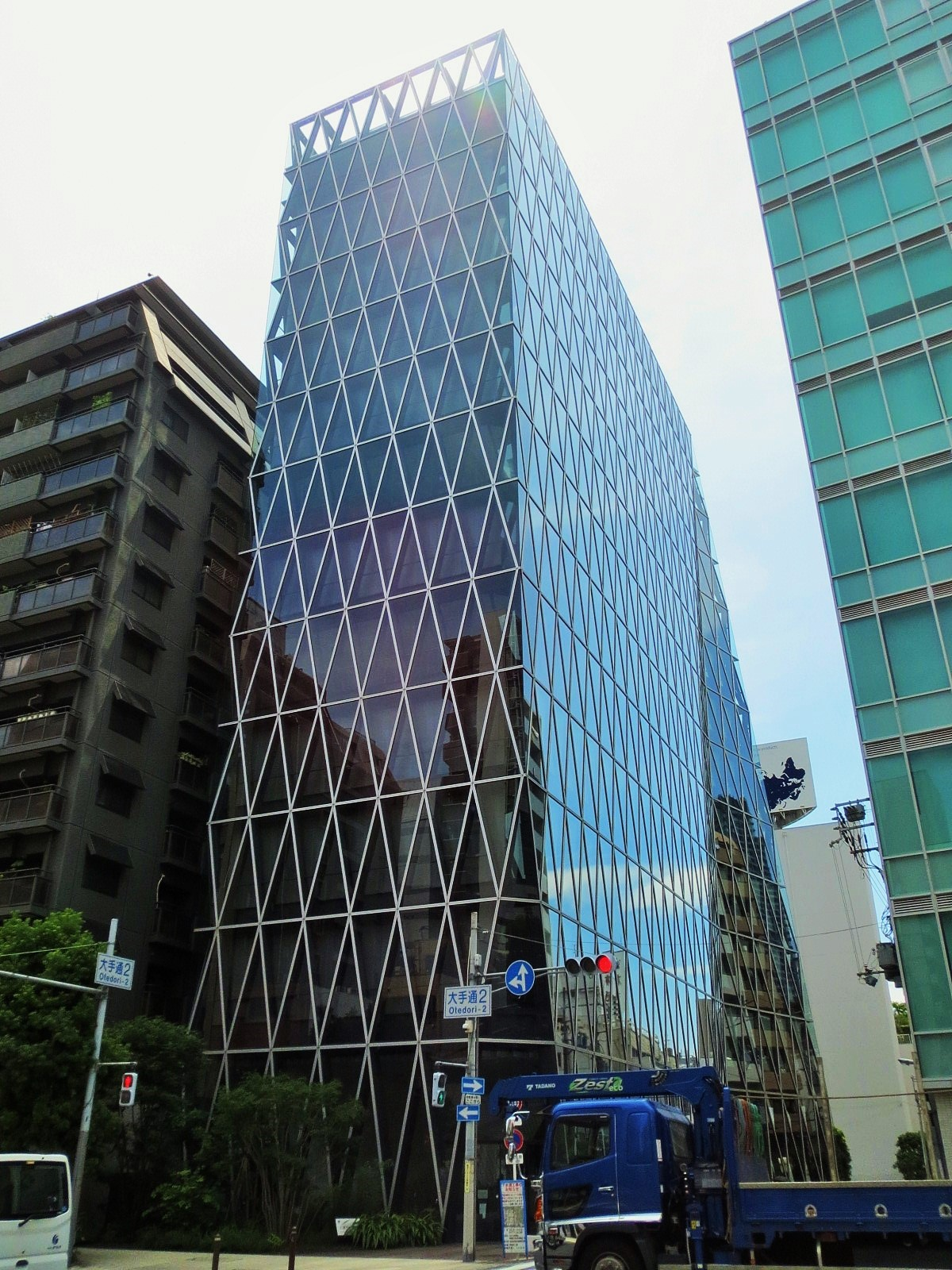
大阪本社大阪ビル

### 大阪本社大阪ビル
大阪府大阪市中央区大手通に所在する。設計は日建設計、施工は竹中工務店、2014年2月竣工。外面は鋭角を頂点とする三角形がダイアゴナル（斜めの筋）に配置され、セットバックされた北側は白磁のタイルが僅かな凸凹の影を連続して生み出している。企業内保育所の低層三角屋根、南側からの直線との組み合わせ等も評価され、第35回大阪都市景観建築賞審査員特別賞を受賞した。